# Cișmigiu-See
Der Cișmigiu-See (rumänisch: Lacul Cișmigiu) ist ein künstlicher See im Cișmigiu-Park in Bukarest.
Der See wurde bei der Anlage des Parks aus einem alten Seitenarm der Dâmbovița gebildet. Neben dem Cișmigiu-See befindet sich noch der wesentlich kleinere Lebedelor-See auf dem Gelände des Parks. Am Seeufer befinden sich Restaurants und ein Bootsverleih. Der See ist ein beliebtes Ausflugsziel der Bukarester.